# Żołtuny
Żołtuny (lit. Žaltūnai) − wieś na Litwie, w gminie rejonowej Soleczniki, 3 km na północny wschód od Kamionki, zamieszkana przez 92 ludzi. Przed II wojną światową w Polsce, w powiecie wileńsko-trockim województwa wileńskiego.